# Crosscanonby
Crosscanonby är en by och en civil parish i Storbritannien. Den ligger i grevskapet Cumbria och riksdelen England, i den centrala delen av landet, 400 km nordväst om huvudstaden London. Orten har 1 054 invånare (2001). Den har en kyrka.
Klimatet i området är tempererat. Årsmedeltemperaturen i trakten är 7 °C. Den varmaste månaden är juli, då medeltemperaturen är 14 °C, och den kallaste är januari, med 0 °C.